# Yeudith Velázquez Aguilar
Yeudith Velázquez Aguilar (Monterrey) es una empresaria mexicana comprometida con la investigación, el desarrollo y el empoderamiento económico. Ha sido reconocida por el Tecnológico de Monterrey  con el Premio Mujer Tec, en la categoría She4she  por su apoyo a las mujeres empresarias y por Kaena en la categoría empresaria del año.
Fundadora de u.Inspire, consultoría de marketing digital en 2011, ideAcelera, aceleradora de negocios en 2016, Venta Inversa con Metainfluencia en 2020 y eIDEA escuela internacional de negocios. Ha trabajado en diferentes países como España, USA, Chile, Argentina, México y es conferencista internacional.

## Trayectoria
Nace en Torreón, Coahuila y crece en Querétaro, donde estudia Lic en Ciencias de la comunicación en el ITESM campus Querétaro. A los 18 años se muda a Monterrey donde termina su carrera.  
Estudió Licenciatura en Ciencias de la Comunicación en 1996 y  MBA en Tecnologías de la Información donde se le entregó la Mención Honorífica de Excelencia en 1999 en el Tecnológico de Monterrey. Mientras trabajaba en la misma institución.
En el período de 1997 al 1999 funge como Presidente de la Sociedad de Graduados en Informática.
En 2002 hace la especialidad en Comercio Electrónico,Instituto Tecnológico y de Estudios Superiores de Monterrey. ITESM. México. 
En el 2000 fue  invitada por la Universitat de les Illes  Baleares a trabajar y se muda a Palma de Mallorca, España. Estudia especialidad en eCommerce en la Universidad Virtual del Tec de Monterrey en 2022.
A su regreso a México continúa trabajando para el ITESM. 
En el 2006 se muda a Barcelona, España para estudiar la Maestría en Comercialización y Marketing Digital, con Especialidad en eCommerce & eTourism en la Universidad de Barcelona, donde paralelamente trabaja.
Al regresar entra a trabajar como consultor y gerente de IT en Neoris Consulting Group donde viaja a diferentes países trabajando para grandes marcas como British American Tobacco, Vitro, AMD, Universidad de Chile, Cemex, entre otras.
En 2011 decide emprender con u.Inspire Marketing Digital. En 2015 se muda a Washington D. C., donde continúa trabajando a distancia y estudiando ESL y cullinary arts, donde también ingresa a comunidades de emprendimiento para latinos en USA.
Al regresar, le ofrecen ser presidente de la Asociación de Empresarias y Ejecutivas EXATEC(2016-2019)  y de la Incubadora de Líderes AC. llevándola de local a internacional ganando varios premios como el premio Alma Mater. Durante este periodo trabaja generando eventos, foros, paneles, congresos, conferencias, mentorías, networkings, generando alianzas con otras asociaciones y empresas así como fortaleciendo la comunidad de empresarias y empresarios, siendo su sede principal EGADE. 
En el 2018 realiza el Diplomado en Cultura Igualitaria en el ámbito sociocultural . Enfoque centrado al campo laboral por la  Secretaría de Economía y Trabajo de Nuevo León,  México.
En este mismo año gana el Premio Mujer Tec, y en el mismo año, funda la aceleradora de negocios ideAcelera con un enfoque de apoyo a las empresarias y sus negocios.
En 2019 se convierte en mamá, dando conferencias con su hija porteada por lo que ha sido llamada mompreneur en diferentes ocasiones al dar cabida a la maternidad activa.
Se considera Lactivista, aportando por los derechos de las madres embarazadas, en lactancia y crianza.  En 2020 organiza una tetada, en las afueras de CONARTE en Parque Fundidora, consiguiendo acuerdos con la institución para que se respeten los derechos de los niños y las madres, que las mujeres pueden amamantar a sus bebés con libertad, que se abra una sala de lactancia, entre otros logros.
En 2020, también, inicia con su movimiento Metainfluencia y en 2021 estrena su propuesta Venta Inversa, donde el cliente se interesa y pregunta cómo comprar, mismo año donde entra a Clubhouse y le inspira para crear, en 2022, su primer libro sobre la importancia de la reputación. 
Durante la pandemia genera diferentes proyectos sociales para reactivar la economía y continúa dando conferencias internacionales.  A lo largo del tiempo confirma su hipótesis de que se puede ser feliz emprendiendo.
Es mentora de empresarios y ha trabajado con diferentes mentores como Dra. Elena Rodríguez-Falcón, vicerrectora en la Universidad de Gales, Reino Unido.

## Foros y conferencias
Yeudith ha participado en diferentes foros como conferencista y organizadora: 
- Foro anual Asociación de Mujeres Empresarias y Ejecutivas del ITESM (15 de septiembre de 2016) titulado Marketing con estrategia de Negocio [9]
- Foro anual Asociación de mujeres Empresarias y Ejecutivas del ITESM (31 de agosto2017) titulado Cómo vender con neuromarketing.[10]
- Congreso Internacional de Líderes Conscientes con el tema Conecta con tu audiencia con autenticidad: Metainfluencia.[11]
- Miembro honorario del Word Económico Forum Venezuela.[12]

## Premios y reconocimientos
- (1999) Mención Honorífica de Excelencia por el ITESM. México.
- (2018) Premio Alma Mater por el ITESM.
- (2019) Reconocimiento a su Labor Altruista. por el ITESM. México.
- (2018) Premio Mujer TEC, en categoría #she4she por el ITESM.[1]

- (2022) Premio Kaena, como empresaria del año, por Kaena y el Gobierno de Coahuila.[2]

## Publicaciones
- Internet como medio de comunicación. Tesis. Maestría en Administración de Tecnologías de Información. ITESM. 1999
- 60 consejos para que no haya excusas. Aprendizajes de personas que hicieron crecer su negocio. Nexo. 2016 (participación en libro con 2 consejos)
- Cómo incrementar tu reputación con Clubhouse. La estrategia infalible. Amazon. 2022
- Dinamización digital. El arte de crear comunidad y crecer con ella. Amazon. 2022 (coautora)
- Conectando con el Amor: Polinización Mundial de Líderes. Amazon. 2023 (coautora)